# 波普勒城 (伊利諾伊州)
波普勒城（英語：Poplar City）是位於美國伊利諾伊州梅森縣的一個非建制地區。該地的面積和人口皆未知。

## 地理
波普勒城的座標為40°14′50″N 89°56′23″W / 40.24722°N 89.93972°W，而該地的平均海拔高度為155米（即509英尺）。